# پرشیاز گات تلنت (فصل ۱)
فصل اول پرشیاز گات تلنت، یک مسابقه نمایش استعدادیابی ایرانی، ضبط شده در سوئد در سال ۹۹–۱۳۹۸ (۲۱–۲۰۲۰)، از ۱۱ بهمن ۱۳۹۸ (۳۱ ژانویه ۲۰۲۰) از شبکه ام‌بی‌سی پرشیا آغاز شد. داوران فصل اول پرشیاز گات تلنت ابراهیم حامدی، مهناز افشار، آرش لباف و نازنین نور و مجریان برنامه فرزان اطهری و تارا گرامی بودند. این فصل در ۱۱ قسمت ۶۰ تا ۱۲۰ دقیقه‌ای پخش شد.
قهرمان این دوره نوید جایزهٔ ۱۰۰٫۰۰۰ یورو و نایب‌قهرمان یاسمین جایزهٔ ۲۵٫۰۰۰ یورو را بردند.
با توجه به شیوع جهانی ویروس کرونا (کووید ۱۹)، و به عنوان یک اقدام پیشگیرانه، مدیریت ام‌بی‌سی پرشیا تصمیم به تعویق تولید و پخش قسمت‌های زندهٔ برنامه پرشیاز گات تلنت گرفت. این تصمیم برای جلوگیری از انتشار و شیوع این ویروس و همدردی با کسانی که تحت تأثیر این موضوع قرار گرفته‌اند گرفته شد؛ بنابراین تصمیم ادامهٔ این فصل ماه‌ها ناتمام ماند. در نهایت از ۱۷ بهمن ۱۳۹۹ پخش نیمه‌نهایی آغاز شد و ۱ اسفند ۱۳۹۹ مرحلهٔ فینال پخش شد.

## بررسی فصل

### مرحلهٔ مقدماتی
|  زنگ طلایی راه‌یابی مستقیم به مرحلهٔ نیمه‌نهایی
|  زنگ سفید رای بله داوران
|  زنگ قرمز رای نه داوران
|       راه‌یابی به مرحلهٔ نیمه‌نهایی با زنگ طلایی داوران و مجریان
|       راه‌یابی به مرحلهٔ گزینش نهایی
|       راه‌یابی به مرحلهٔ نیمه‌نهایی با نظر داوران در مرحلهٔ گزینش نهایی
|       عدم راه‌یابی به مرحلهٔ نیمه‌نهایی با نظر داوران در مرحلهٔ گزینش نهایی
|       حذف در مرحلهٔ مقدماتی

#### مرحلهٔ مقدماتی / قسمت یکم (۱۱ بهمن ۱۳۹۸)
| شرکت‌کننده    | اجرای شمارهٔ | استعداد      | آرا | آرا   | آرا | آرا    | نتیجه |
| شرکت‌کننده    | اجرای شمارهٔ | استعداد      | ابی | مهناز | آرش | نازنین | نتیجه |
| ------------ | ----------- | ------------ | --- | ----- | --- | ------ | ----- |
| صالح یزدانی  | ۱           | حرکات نمایشی |     |       |     |        | حذف   |
| یاسمین سالکی | ۲           | گیتار        |     |       |     |        | صعود  |
| حسین         | ۳           | ساکسوفون     |     |       |     |        | حذف   |
| آیلین        | ۴           | خوانندگی     |     |       |     |        | حذف   |
| میلاد        | ۵           | رقص          |     |       |     |        | حذف   |
| حمید         | ۶           | شعبده‌بازی    |     |       |     |        | حذف   |
| فهیمه        | ۷           | خوانندگی     |     |       |     |        | حذف   |
| گیتا         | ۸           | خوانندگی     |     |       |     |        | حذف   |
| فریدون       | ۹           | خوانندگی     |     |       |     |        | حذف   |
| نگار         | ۱۰          | خوانندگی     |     |       |     |        | صعود  |

#### مرحلهٔ مقدماتی / قسمت دوم (۱۸ بهمن ۱۳۹۸)
| شرکت‌کننده      | اجرای شمارهٔ | استعداد          | آرا | آرا   | آرا | آرا    | نتیجه |
| شرکت‌کننده      | اجرای شمارهٔ | استعداد          | ابی | مهناز | آرش | نازنین | نتیجه |
| -------------- | ----------- | ---------------- | --- | ----- | --- | ------ | ----- |
| آزیتا          | ۱           | خوانندگی         |     |       |     |        | حذف   |
| دختران         | ۲           | رقص              |     |       |     |        | حذف   |
| احسان و خشایار | ۳           | خوانندگی         |     |       |     |        | صعود  |
| نیکا           | ۴           | خوانندگی و گیتار |     |       |     |        | حذف   |
| هارلی کویین    | ۵           | رقص              |     |       |     |        | حذف   |
| مجتبی          | ۶           | خوانندگی         |     |       |     |        | حذف   |
| والس           | ۷           | خوانندگی و گیتار |     |       |     |        | حذف   |
| سهراب و علی    | ۸           | خوانندگی و گیتار |     |       |     |        | حذف   |
| الناز          | ۹           | خوانندگی         |     |       |     |        | حذف   |
| رایکا          | ۱۰          | رقص              |     |       |     |        | صعود  |

#### مرحلهٔ مقدماتی / قسمت سوم (۲۵ بهمن ۱۳۹۸)
| شرکت‌کننده     | اجرای شمارهٔ | استعداد                    | آرا | آرا   | آرا | آرا    | آرا          | نتیجه |
| شرکت‌کننده     | اجرای شمارهٔ | استعداد                    | ابی | مهناز | آرش | نازنین | فرزان و تارا | نتیجه |
| ------------- | ----------- | -------------------------- | --- | ----- | --- | ------ | ------------ | ----- |
| مسعود         | ۱           | ژیمناستیک                  |     |       |     |        |              | حذف   |
| سیرو و سمیرا  | ۲           | پرتاب چاقو و کمان‌گیری      |     |       |     |        |              | صعود  |
| متیو          | ۳           | خوانندگی                   |     |       |     |        |              | حذف   |
| بهزاد         | ۴           | خوانندگی و گیتار           |     |       |     |        |              | حذف   |
| شاهرخ         | ۵           | رقص                        |     |       |     |        |              | حذف   |
| مهدیه و فرزاد | ۶           | خوانندگی کردی              |     |       |     |        |              | حذف   |
| سیامک         | ۷           | خوانندگی، ساکسوفون و پیانو |     |       |     |        |              | حذف   |
| دیانا         | ۸           | خوانندگی                   |     |       |     |        |              | حذف   |
| کامی          | ۹           | فاگوت                      |     |       |     |        |              | حذف   |
| نوید          | ۱۰          | رقص                        |     |       |     |        |              | صعود  |

#### مرحلهٔ مقدماتی / قسمت چهارم (۲ اسفند ۱۳۹۸)
| شرکت‌کننده   | اجرای شمارهٔ | استعداد        | آرا | آرا   | آرا | آرا    | نتیجه |
| شرکت‌کننده   | اجرای شمارهٔ | استعداد        | ابی | مهناز | آرش | نازنین | نتیجه |
| ----------- | ----------- | -------------- | --- | ----- | --- | ------ | ----- |
| بچه‌های آتش  | ۱           | رقص با آتش     |     |       |     |        | حذف   |
| دامون       | ۲           | ویولن          |     |       |     |        | حذف   |
| علیرضا      | ۳           | حرکات نمایشی   |     |       |     |        | حذف   |
| میلاد       | ۴           | خوانندگی و ارگ |     |       |     |        | حذف   |
| حسین        | ۵           | سوت با نایلون  |     |       |     |        | حذف   |
| یسنا        | ۶           | اسکیت          |     |       |     |        | صعود  |
| هلیا        | ۷           | رقص            |     |       |     |        | حذف   |
| سام و گروهش | ۸           | گروه موسیقی    |     |       |     |        | حذف   |
| سپیده       | ۹           | خوانندگی       |     |       |     |        | حذف   |

#### مرحلهٔ مقدماتی / قسمت پنجم (۹ اسفند ۱۳۹۸)
| شرکت‌کننده          | اجرای شمارهٔ | استعداد          | آرا | آرا   | آرا | آرا    | نتیجه |
| شرکت‌کننده          | اجرای شمارهٔ | استعداد          | ابی | مهناز | آرش | نازنین | نتیجه |
| ------------------ | ----------- | ---------------- | --- | ----- | --- | ------ | ----- |
| گروه نریا          | ۱           | رقص              |     |       |     |        | حذف   |
| آلیور              | ۲           | ویولن            |     |       |     |        | حذف   |
| مرتضی              | ۳           | خوانندگی         |     |       |     |        | حذف   |
| الیاس              | ۴           | شعبده‌بازی        |     |       |     |        | صعود  |
| رونا               | ۵           | پیانو            |     |       |     |        | حذف   |
| بهروز، هومن، اشکان | ۶           | خوانندگی         |     |       |     |        | حذف   |
| نینا               | ۷           | خوانندگی         |     |       |     |        | حذف   |
| علیرضا             | ۸           | نقاشی و خوانندگی |     |       |     |        | صعود  |

#### مرحلهٔ مقدماتی / قسمت ششم (۱۶ اسفند ۱۳۹۸)
| شرکت‌کننده          | اجرای شمارهٔ | استعداد          | آرا | آرا   | آرا | آرا    | نتیجه |
| شرکت‌کننده          | اجرای شمارهٔ | استعداد          | ابی | مهناز | آرش | نازنین | نتیجه |
| ------------------ | ----------- | ---------------- | --- | ----- | --- | ------ | ----- |
| آیسان              | ۱           | رقص با آتش       |     |       |     |        | حذف   |
| گروه موسیقی افغانی | ۲           | گروه موسیقی      |     |       |     |        | حذف   |
| محمد               | ۳           | خوانندگی و گیتار |     |       |     |        | صعود  |
| شعیب               | ۴           | بیت باکسینگ      |     |       |     |        | حذف   |
| بهزاد              | ۵           | حرکات نمایشی     |     |       |     |        | صعود  |
| ماهنی و رابی       | ۶           | یوگا             |     |       |     |        | حذف   |
| پویا               | ۷           | ویولن            |     |       |     |        | صعود  |
| ایب                | ۸           | خوانندگی         |     |       |     |        | حذف   |

#### مرحلهٔ مقدماتی / قسمت هفتم (۲۳ اسفند ۱۳۹۸)
| شرکت‌کننده            | اجرای شمارهٔ | استعداد          | آرا | آرا   | آرا | آرا    | نتیجه |
| شرکت‌کننده            | اجرای شمارهٔ | استعداد          | ابی | مهناز | آرش | نازنین | نتیجه |
| -------------------- | ----------- | ---------------- | --- | ----- | --- | ------ | ----- |
| تارا، شهرزاد، نائومی | ۱           | رقص              |     |       |     |        | حذف   |
| لیوزا                | ۲           | خوانندگی         |     |       |     |        | حذف   |
| آمانج                | ۳           | خوانندگی و گیتار |     |       |     |        | صعود  |
| امیرعلی              | ۴           | خوانندگی و گیتار |     |       |     |        | حذف   |
| آذرخش                | ۵           | خوانندگی         |     |       |     |        | حذف   |
| مصطفی                | ۶           | خوانندگی و گیتار |     |       |     |        | حذف   |
| حمید                 | ۷           | خوانندگی         |     |       |     |        | صعود  |

### مرحلهٔ نیمه‌نهایی
|  زنگ سفید رای بله داوران
|  زنگ قرمز رای نه داوران
|       راه‌یابی به مرحلهٔ نهایی (با رای داوران)
|       عدم راه‌یابی به مرحلهٔ نهایی (با رای داوران)
|       حذف در مرحلهٔ نیمه‌نهایی

#### مرحلهٔ نیمه‌نهایی / قسمت یکم (۱۷ بهمن ۱۳۹۹)
| شرکت‌کننده | اجرای شمارهٔ | استعداد                           | آرا | آرا   | آرا | آرا    | نتیجه |
| شرکت‌کننده | اجرای شمارهٔ | استعداد                           | ابی | مهناز | آرش | نازنین | نتیجه |
| --------- | ----------- | --------------------------------- | --- | ----- | --- | ------ | ----- |
| یسنا      | ۱           | اسکیت                             |     |       |     |        | حذف   |
| محمد      | ۲           | خوانندگی و نوازندگی پیانو         |     |       |     |        | حذف   |
| بهزاد     | ۳           | پرس پا                            |     |       |     |        | حذف   |
| رایکا     | ۴           | رقص                               |     |       |     |        | صعود  |
| نوید      | ۵           | رقص                               |     |       |     |        | صعود  |
| یاسمین    | ۶           | خوانندگی و نوازندگی گیتار الکتریک |     |       |     |        | صعود  |
| حمید      | ۷           | خوانندگی                          |     |       |     |        | حذف   |

#### مرحلهٔ نیمه‌نهایی / قسمت دوم (۲۴ بهمن ۱۳۹۹)
| شرکت‌کننده      | اجرای شمارهٔ | استعداد                   | آرا | آرا   | آرا | آرا    | نتیجه |
| شرکت‌کننده      | اجرای شمارهٔ | استعداد                   | ابی | مهناز | آرش | نازنین | نتیجه |
| -------------- | ----------- | ------------------------- | --- | ----- | --- | ------ | ----- |
| نگار           | ۱           | خوانندگی                  |     |       |     |        | صعود  |
| الیاس          | ۲           | شعبده‌بازی                 |     |       |     |        | حذف   |
| علیرضا         | ۳           | خوانندگی و نوازندگی پیانو |     |       |     |        | حذف   |
| پویا           | ۴           | نوازندگی ویولن و پیانو    |     |       |     |        | صعود  |
| آمانج          | ۵           | خوانندگی و نوازندگی گیتار |     |       |     |        | حذف   |
| سیرو و سمیرا   | ۶           | پرتاب چاقو و تیر کمان     |     |       |     |        | حدف   |
| احسان و خشایار | ۷           | خوانندگی                  |     |       |     |        | صعود  |

### مرحلهٔ فینال / (۱ اسفند ۱۳۹۹)
|       قهرمان
|       نایب‌قهرمان
|       مقام سوم
| شرکت‌کننده      | شماره | استعداد                   | نتیجه آراء داوران | جایزه        |
| -------------- | ----- | ------------------------- | ----------------- | ------------ |
| احسان و خشایار | ۱     | خوانندگی                  | –                 | –            |
| پویا           | ۲     | نوازندگی ویولن            | –                 | –            |
| نگار           | ۳     | خوانندگی                  | مقام سوم          | –            |
| نوید           | ۴     | رقص                       | قهرمان            | ۱۰۰٬۰۰۰ یورو |
| یاسمین         | ۵     | خوانندگی و نوازندگی گیتار | نایب‌قهرمان        | ۲۵٬۰۰۰ یورو  |
| رایکا          | ۶     | رقص                       | –                 | –            |

## بازخوردها

### افراد سرشناس
- رضا صادقی، خواننده ایرانی در واکنش به داوری مهناز افشار در پرشیاز گات تلنت گفت: «من شخصاً شدیداً و قویا بر این باورم که اگر جایی برای من جایگاه داشته باشد، سرزمین خودم است. شاید یک روزی بچه‌های من اگر نتوانستند اینجا درس بخوانند، برای تحصیل به جای دیگری بروند. این خیلی خوب است که فردی بتواند به جای بهتر برود اما من قرار است کنار آدم‌هایی باشم که قرار است اینجا را بهتر کنند.»[۴] مهدی فخیم‌زاده نیز در این مورد واکنش داشت و مهاجرت افشار را کاری شخصی دانست.[۵]

### مردمی
- رسانه‌های اجتماعی این برنامه به سرعت به محبوبیت و دنبال‌کننده‌های فراوانی دست یافتند. به نحوی که اینستاگرام این برنامه در مدت کوتاهی به حدود نیم میلیون دنبال‌کننده دست یافت.[۶]

### در رسانه‌ها
- عصر ایران، این برنامه و مهناز افشار، اِبی، آرش و نازنین نور را رقیبان تازه صدا و سیمای جمهوری اسلامی ایران دانست. این رسانه که در داخل ایران فعالیت دارد، ضبط برنامه در سوئد را «چند وجهی عجیب» اعلام کرد.[۷]
- در آذر ماه ۱۳۹۸، رسانه‌های داخلی ایران، خبرهایی از دستمزد مهناز افشار برای حضور به عنوان داور در پرشیاز گات تلنت منتشر کردند و ادعا کردند که مهناز افشار یک میلیون یورو برای حضور به عنوان داور این مسابقه دریافت کرده‌است. هرچند که این ادعا مدرک جدی را ارائه نمی‌کرد.[۸][۹]
- مشرق‌نیوز، رسانهٔ داخلی ایرانی نیز با اشاره به حضور زنان و تهیه تصاویری از آنان و مقایسه با برنامه مشابه در صدا و سیمای جمهوری اسلامی ایران، حضور زنان در برنامه را برای ایجاد جاذبه جنسی دانست و معتقد بود که ساخت این برنامه «تلاش سعودی برای جا نماندن از عصر جدید» بوده‌است.[۱۰][۱۱] این رسانه حتی به صدف طاهریان، بازیگر و مدل ایرانی با توجه به احتمال حضورش در پرشیاز گات تلنت، حمله کرد. در ادامه مشرق این برنامه را با کنش‌های مسیح علی‌نژاد مرتبط دانست.[۱۱]
- در ۱۲ اسفند ۱۳۹۸ خبر حضور فرزاد فرزین به عنوان تماشاگر در این برنامه، توسط رسانه‌های داخلی ایران منتشر شد و جنجالی خوانده شد.[۱۲]
- رسانهٔ ایندیپندنت فارسی نوشت: «هرچند در پرشیاز گات تلنت نمونه‌های زیبایی از «اولین اجراهای فوق‌العاده» را دیدیم اما با سرکوب چهل‌سالهٔ موسیقی، رقص و هنرهای زیبا و تجسمی در ایران، عدم توجه به آموزش هنر در مدارس و شرایط اقتصادی خانواده‌های ایرانی، شاید توقع زیادی است تا انتظار داشته باشیم افرادی که بخت آن را داشته‌اند تا آموزش کافی را در زمان مناسب دریافت کرده باشند تعداد قابل‌توجهی باشند». این رسانه، پیشنهاد کرد که سازندگان برنامه، گسترهٔ شرکت‌کنندگان را فرای مردم ایران برده و به سوی تمام مردم تحت تأثیر فرهنگ ایرانی، همچون افغان‌ها و مردم تاجیکستان و ازبکستان ببرند تا روح تازه‌ای به برنامه وارد شود.[۱۳]
- رسانهٔ داخلی جامعه خبر اعلام داشت که: «قطعاً در تولید برنامه‌ای چون «پرشیاز گات تلنت» جذابیت‌های لازم برای نسل‌های گوناگون لحاظ شده‌است که به چنین چیدمانی دست زده‌اند». این رسانه که با لحنی نگران از احتمال از دست دادن مخاطبین توسط صدا و سیما سخن می‌گفت، افزود: «آیا این توانایی در داخل کشور وجود ندارد؟ قطعاً وجود دارد اگر بسیاری از لج‌بازی، جناح‌بندی و خط‌کشی‌های مرسوم تلویزیون کنار گذاشته شود می‌توان با استفاده از توانایی افراد داخل کشور برنامه‌های به مراتب جذابتر تولید کرد».[۱۴]